# Fragments de l'encyclopédie des dauphins
Fragments de l'encyclopédie des dauphins (en espagnol : Fragmentos de la enciclopedia délfica) est une bande dessinée de Miguelanxo Prado publiée en 1982 et 1983 en Espagne, publiée en France en 1988 sous le titre Demain les dauphins par Les Humanoïdes associés. Les éditions Mosquito l'ont rééditée en 2006 en traduisant le titre littéralement.

## Synopsis
Elle décrit l'avenir de l'humanité à compter de nos jours, en retraçant - par histoires courtes - les liens sociaux à travers les âges comme témoignage de l'évolution de l'homme. Ces tranches de vies sont issues de l'encyclopédie des dauphins qui deviennent l’espèce dominante.

## Publications
- Les Humanoïdes Associés, coll. « Roman graphique », 1988. Sous le titre Demain les dauphins.
- Mosquito, 2006.